# Catherine Fiske

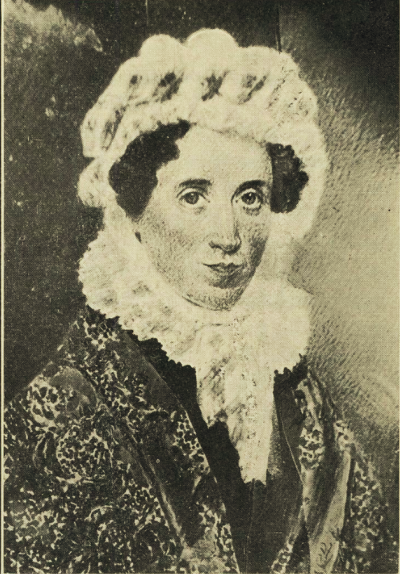
Catherine Fiske (The Granite Monthly, 1907)

Catherine Fiske, född 1784, död 1837, var en amerikansk skolledare.
Hon grundade år 1814 en av USA:s första flickpensioner, Miss Catherine Fiske's Young Ladies Seminary i Keene i New Hampshire, och skötte det till sin död. Det tillhörde landets mest populära skolor. En av hennes välkända principer var att det var mäns uppgift att lösa problem, och kvinnors att förhindra att de uppkom. Hennes skola tillhörde de främsta av sitt slag i USA under hennes livstid, då den var berömd, men den stängde bara några år efter hennes död. 